# Новак Ірина Дмитрівна
Ірина Дмитрівна Новак (нар. 8 квітня 1978, Київ) — українська акторка, телеведуча, Заслужена артистка України (2014).

## Життєпис
Народилася 8 квітня 1978 року.
У 1999 році закінчила Київський інститут театрального мистецтва ім. Карпенко-Карого.
У кінці першого курсу телеканал ТЕТ запросив Ірину Новак на роботу журналісткою. Вона перекладала західні сюжети українською, начитувала, і це йшло в прямий вечірній ефір. На другому курсі Новак працювала в гумористичній передачі «Шурум-бурумчіки, шарам-баранчики» на УТ-1. До третього курсу, пройшовши жорсткий кастинг, Ірина Новак стала ведучою передачі «Шолом, Києве!». Два роки молода команда розповідала про традиції і свята євреїв, виїжджала на знакові для них місця України, зустрічалася з рабинами.
Була ведучою і на радіо. Вела «Шоу двох блондинок», водночас на ТБ — соціальну рекламу «Як на долонях», програми «Кримська панорама» та «День для себе». Знімалася в рекламних роликах.
2009 року ввійшла в топ-20 найкращих акторок України за версією порталу «Українська правда».
У 2014 році отримала почесне звання Заслуженої артистки України.
Нині Ірина Новак є акторкою Національного академічного драматичного театру імені Лесі Українки в Києві.
Одружена, у 2009 році народила доньку Меліссу.

## Творчість
Ще студенткою Новак знялася в епізоді фільму «Як гартувалася сталь» — це був її дебют в професійному кіно. Після цього були епізоди в фільмах «Слід перевертня», «Шум вітру» і «Літній дощ».
У 2003 році знялася в одній з головних ролей серіалу «Леді Мер», який мав великий успіх на телеекранах країни.
Після цього Ірина Новак знімалася в численних фільмах, сердь них — «Слідство веде дилетант», «Повернення Мухтара», «Я тебе люблю», «Цілують завжди не тих», короткометражка «ПтахоLOVE», «Про це краще не знати», «Мій принц». Знаковою роллю для акторки став образ аренде в серіалі «Утьосов. Пісня довжиною в життя», цей фільм і приніс їй велику популярність. У 2006 році вийшов фільм «Дикуни», у якому вона виконала головну жіночу роль.
З 2006 по 2014 знімалася, зокрема, в картинах: «Служниця трьох панів», «Абонент тимчасово недоступний», «Ящик Пандори», «Мамо, я льотчика люблю...», «Весна в грудні», «Ржевський проти Наполеона».
У 2015 році, пролежавши два роки на кіностудії, вийшов на екрани фільм «Загублене місто», у якому Ірина Новае виконала одну з головних ролей. Її партнерами стали український шоумен Андрій Джеджула і народний артист України Сергій Романюк.
Після цього кар'єра акторки стрімко пішла вгору. Вона зіграла головну роль у серіалі «Центральна лікарня», який став найбільш рейтинговим серіалом літа 2016 року. Після цього були ролі в серіалах «Не зарікайся», «Три дороги», «Пробач», «Перехрестя Вербова».
8 жовтня 2017 року театрі Лесі Українки відбулася прем'єра трагікомедії Ноела Коуарда Пірса «Оголена зі скрипкою».
У 2018 році вийшли кінороботи: «Відкрите вікно», «Замкнене коло», прем'єра яких відбулася в прайм-тайм на телеканалі Україна".
З літа 2018 року Новак брала участь у зйомках україномовної 95-серійної картини Тетяни Гнєдаш «Таємниці», де виконала одну з головних ролей. Прем'єра серіалу відбулася на телеканалі «Україна» 2 січня. Крім цього, на початку 2019 року відбулася прем'єра ще двох картин за участю Новак — 8-серійної драми «Артист» і 4-серійної картини «Не смій мені говорити „Прощай“».
У 2019 році вийшли картини «Пристрасті по Зінаїді», «Укус Вовчиці», «На твоєму боці» і «Таксистка».
У 2020 знялася в таких роботах, як-от «На твоєму боці — 2», «Тростинка на вітрі», «Майже вся правда», «Балкон», «Алмазна корона».
24 вересня 2020 року в Театрі ім. Лесі Українки відбулася прем'єра вистави «Про любов. Мої рідненькі…» з Іриною Новак у головній ролі. Її партнером став артист Юрій Яковлєв-Суханов.
Наразі Ірина Новак бере участь у зйомках нових робіт і готується до прем'єр вистав у Театрі ім. Лесі Українки.

## Театральні роботи[3]
- «Полковник і птахи» (2023) — Лікарка
- «Безіменна зірка» (2022) — Мона
- «Про Любов» (2020) — Поля
- «13-й апостол» (2020) — Ліля Брик
- «Оголена зі скрипкою» (2017) — Ізабелла Сороден
- «Ризик (Коханці та злодії)» (2015) — Жінка
- «Джульєтта та Ромео» (2014) — Леді Капулетті
- «Уявно хворий (2012)» — Беліна, друга дружина Аргана
- «Дядечків сон» (2008) — Зінаїда Опанасівна
- «Дивна місіс Севідж» (2002) — Лілі-Белл
- «Пані міністерша» (2001) — Анка, служниця
- «Всюди один… Свічка на вітрі» (2014) — Виконавець зонгів
- № 13 («Шалена ніч, або Одруження Пігдена») (2002) — Дженн Ворзінгтон, секретарка
- «Цинічна комедія» (2012)
- «Чорні діви» (2011)
- «НОРД-ОСТ. Майбутнє покаже» (2011)
- «Трохи мерехтить примарна сцена… (Ювілей. Ювілей? Ювілей!)» (2011)
- «Ромео і Джульєтта» (2006) — Леді Капулетті
- «Маскарад» (2004) — Баронеса Штраль
- «Воли та вівці» (2003) — Глафіра Олексіївна, бідна дівчина, родичка Мурзавецкої
- «Насмішкувате моє щастя»
- «Хто вбив Емілію Галотти?..» (2002)
- «Лулу. Історія куртизанки» (2002)
- «І все це було… І все це буде…»(2001)
- «Неймовірний бал» (2001)
- «Помста по-італійськи» (2000) — Ніна Чампа, молода дружина Чампі
- «Любов і війна» (2000)
- «Блоха у вусі» (1998)
- «Королівські ігри» (1997)

## Ролі в кіно[4]
| Рік  |   | Назва                                                                          | Роль                                                             |    |
| ---- | - | ------------------------------------------------------------------------------ | ---------------------------------------------------------------- | -- |
| 2024 | с | Поклик кохання                                                                 |                                                                  | ру |
| 2024 | с | Розтин покаже 3                                                                |                                                                  | ру |
| 2021 | с | Ляльковий будинок                                                              | Мая Горенич                                                      | ру |
| 2021 | с | Провінціал                                                                     | Полонська                                                        | ру |
| 2021 | ф | В полоні минулого                                                              | Єлизавета                                                        | ру |
| 2021 | ф | Незакрита мішень                                                               | Тетяна                                                           | ру |
| 2021 | ф | Чужі гріхи                                                                     | Лєна                                                             | ру |
| 2021 | ф | Алмазна корона                                                                 | Яна                                                              | ру |
| 2021 | ф | Балкон                                                                         | Аня                                                              | ру |
| 2020 | ф | Майже вся правда                                                               | Марина                                                           | ру |
| 2020 | ф | Тростинка на вітрі                                                             | Анастасія                                                        | ру |
| 2020 | с | На твоєму боці 2                                                               | Вікторія                                                         | ру |
| 2020 | с | Три сестри                                                                     | Ірина                                                            | ру |
| 2020 | ф | Несолодка пропозиція                                                           | директор салону краси                                            | ру |
| 2019 | ф | Укус Вовчиці                                                                   | Рубцова                                                          | ру |
| 2019 | с | Пристрасті по Зінаїді                                                          | мати Ігоря                                                       | ру |
| 2019 | ф | Таксистка                                                                      | Ніна                                                             | ру |
| 2019 | с | На твоєму боці                                                                 | Вікторія                                                         | ру |
| 2019 | ф | Не смій мені казати "Прощавай"!                                                | Софія                                                            | ру |
| 2019 | с | Таємниці                                                                       | Вікторія Леонідівна Грищук, власниця готелю «Маршал»             | ру |
| 2019 | с | Артист                                                                         | Інга                                                             | ру |
| 2018 | с | Чаклунки                                                                       | Ірина (епізод)                                                   | ру |
| 2018 | ф | Замкнене коло                                                                  | Тамара Юріївна Шамрай, громадянська дружина Доценко, підприємець | ру |
| 2018 | ф | Відчинене вікно                                                                | Анастасія Туманова, слідчий                                      | ру |
| 2017 | с | Зустрічна смуга (Воділи)                                                       | Ліля                                                             | ру |
| 2017 | с | Покоївка                                                                       | Елла Юрівна, головний адміністратор                              | ру |
| 2017 | ф | Перехрестя Вербова                                                             | Вікторія Андріївна                                               | ру |
| 2016 | ф | Пробач                                                                         | Елла                                                             | ру |
| 2016 | ф | Три дороги                                                                     | Ніна Євгенівна                                                   | ру |
| 2016 | с | Не зарікайся                                                                   | Дарина Колесникова                                               | ру |
| 2016 | с | Центральна лікарня                                                             | Кірєєва Зоя Федорівна, старша медсестра                          | ру |
| 2015 | ф | Загублене місто                                                                | жінка                                                            | ру |
| 2014 | с | Швидка допомога                                                                | Діана, бухгалтер                                                 | ру |
| 2013 | ф | Убити двічі                                                                    | Алевтина, перукар                                                | ру |
| 2013 | с | Дорослі, як діти                                                               |                                                                  | ру |
| 2012 | с | Порох і дріб                                                                   | Тамара, акторка, подруга Стаса                                   | ру |
| 2012 | ф | Мама, я льотчика люблю                                                         | стюардеса                                                        | ру |
| 2012 | ф | Ржевський проти Наполеона                                                      | барвумен салону краси                                            | ру |
| 2011 | с | Весна в грудні                                                                 | Ліля, асистентка Вадима                                          | ру |
| 2011 | ф | Ящик Пандори                                                                   | Маша                                                             | ру |
| 2009 | ф | Той, хто поруч                                                                 | Лора                                                             | ру |
| 2008 | ф | Не квап любов                                                                  |                                                                  | ру |
| 2008 | ф | Абонент тимчасово недоступний                                                  | Тетяна                                                           | ру |
| 2008 | ф | Геній порожнього місця                                                         | Світлана Лавровська                                              | ру |
| 2008 | ф | Наймичка трьох панів                                                           | Тетяна Новикова                                                  | ру |
| 2008 | ф | Тринадцять місяців                                                             | слідчий                                                          | ру |
| 2007 | ф | Смішніші, ніж Кролики. 2 сезон                                                 |                                                                  | ру |
| 2007 | с | Повернення Мухтара 4                                                           | Анечка                                                           | ру |
| 2007 | ф | Під знаком Діви                                                                | Наташа, подруга Світлани                                         | ру |
| 2007 | ф | Три ночі                                                                       | дружина Героя                                                    | ру |
| 2007 | ф | Убити змія                                                                     | Валентина Манько                                                 | ру |
| 2006 | ф | Смішніші, ніж Кролики. 1 сезон                                                 |                                                                  | ру |
| 2006 | ф | Дикарі                                                                         | Аліна                                                            | ру |
| 2006 | ф | Мій принц                                                                      | Настя                                                            | ру |
| 2006 | ф | Про це краще не знати                                                          | Елла, знайома Аркадія                                            |    |
| 2006 | с | Утьосов. Пісня довжиною в життя                                                | аренде                                                           | ру |
| 2005 | ф | ПтахоLOVE                                                                      |                                                                  | ру |
| 2005 | с | Повернення Мухтара 3                                                           | Олена                                                            | ру |
| 2005 | ф | Цілують завжди не тих                                                          |                                                                  | ру |
| 2004 | ф | Я тебе люблю                                                                   | Інга                                                             |    |
| 2004 | с | Повернення Мухтара 2                                                           | Світлана                                                         | ру |
| 2003 | ф | Євлампія Романова. Слідство веде дилетант-1. Фільм № 1 "Манікюр для небіжчика" | епізод                                                           |    |
| 2003 | ф | Леді Мер                                                                       | Віка                                                             |    |
| 2002 | ф | Літній дощ                                                                     | епізод                                                           |    |
| 2002 | ф | Шум вітру                                                                      | епізод                                                           |    |
| 2001 | ф | Слід перевертня                                                                | епізод                                                           |    |
| 1999 | ф | Як гартувалася сталь                                                           | активістка                                                       |    |